# Qarah Bāţlāq
Qarah Bāţlāq (persiska: قَرِه باطلاق, قره باطلاق, Qareh Bāţlāq) är en ort i Iran.   Den ligger i provinsen Zanjan, i den nordvästra delen av landet, 300 km väster om huvudstaden Teheran. Qarah Bāţlāq ligger 1 306 meter över havet och antalet invånare är 629.
Terrängen runt Qarah Bāţlāq är huvudsakligen kuperad. Qarah Bāţlāq ligger nere i en dal. Runt Qarah Bāţlāq är det ganska glesbefolkat, med 47 invånare per kvadratkilometer. Närmaste större samhälle är Māhneshān, 15,0 km nordväst om Qarah Bāţlāq. Trakten runt Qarah Bāţlāq består i huvudsak av gräsmarker.